# 人工大理石

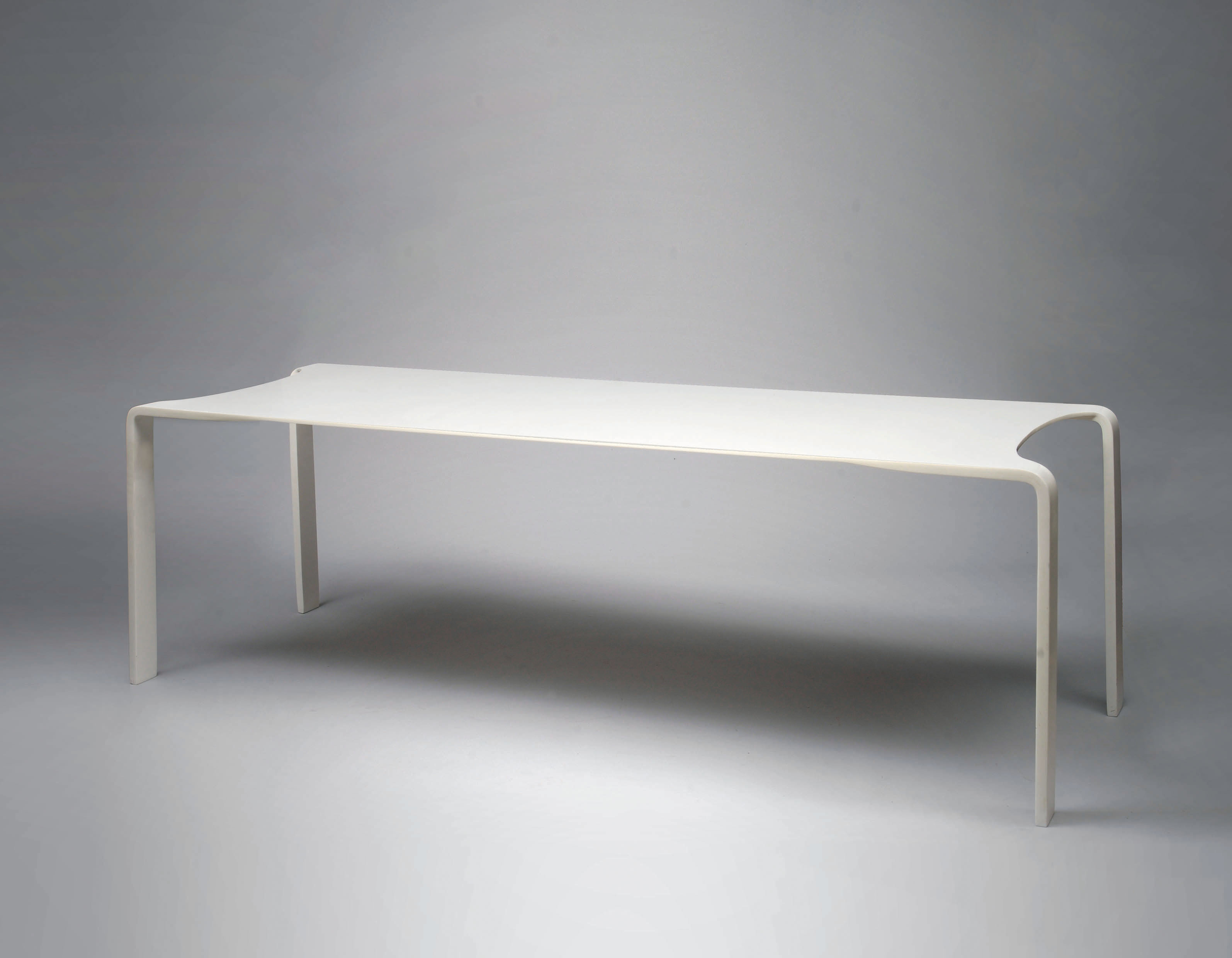
人工大理石のテーブル。脚まで一体形成

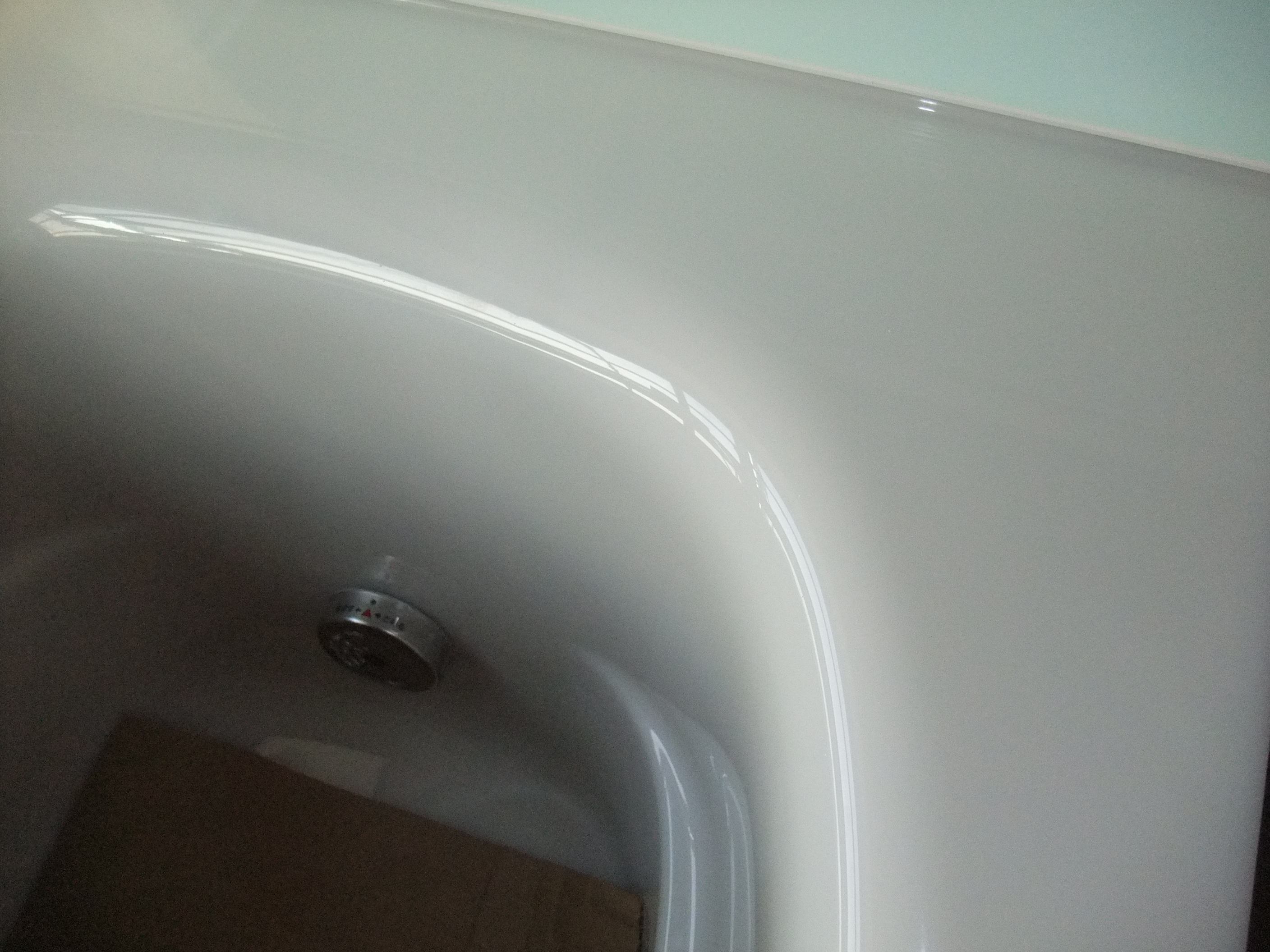
表面に透明な層を有する人工大理石のバスタブ。

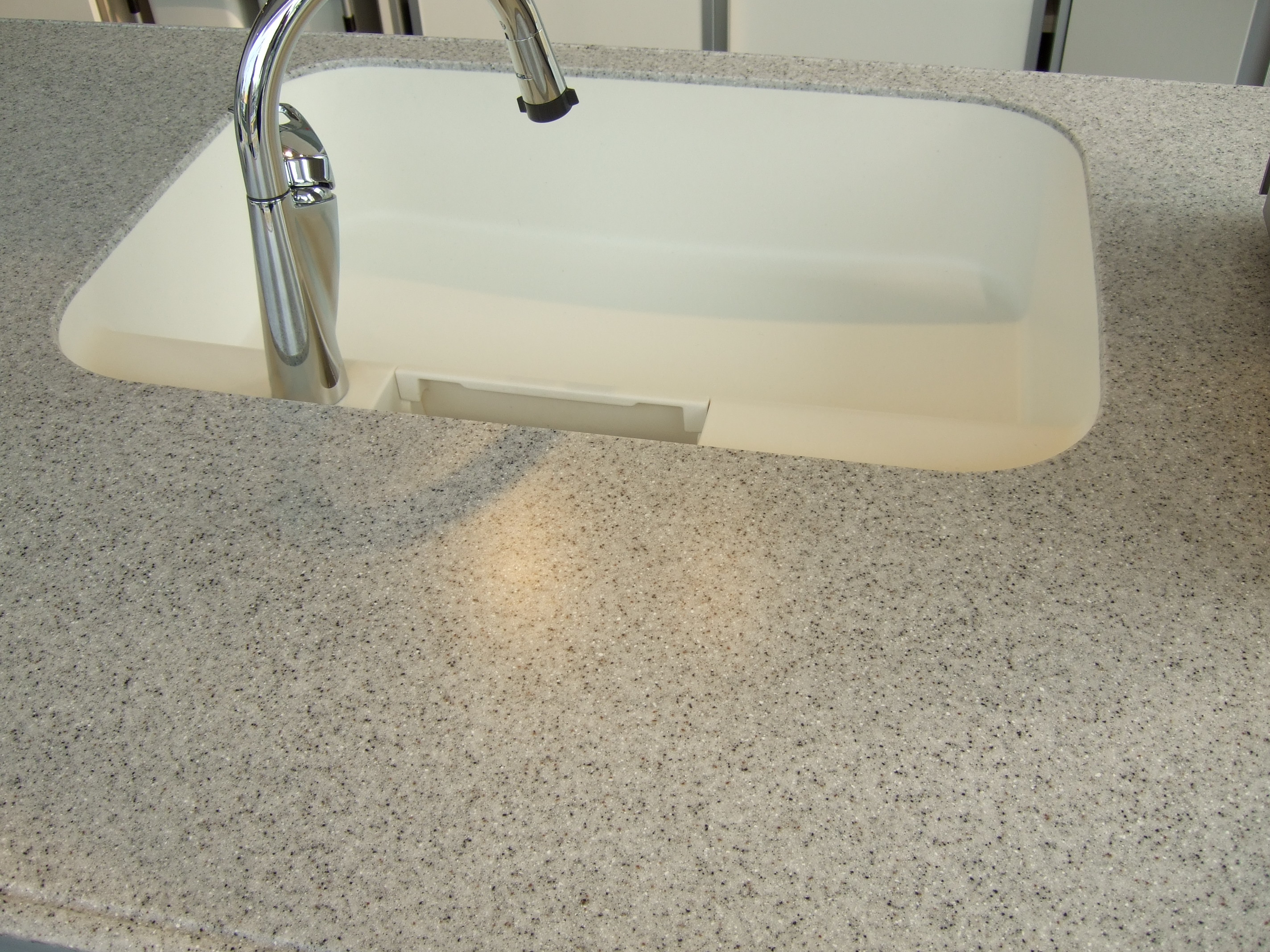
テラゾー(人造大理石）に似せた人工大理石

人工大理石（じんこうだいりせき）は、アクリル樹脂やポリエステル樹脂を主成分とした人工素材で、大理石の代用品としてキッチンの流しや洗面台、風呂などに広く使用される。

## 特性

### 利点
加工性や着色性に優れ、型があれば量産性にも優れ、その場合はコストパフォーマンスにも優れる。均一な素材であるので、透明感の表現などには適している。割れにくく耐久性もあるので、ステンレス製とともに、住宅用流し台としては最も広く使用されている。

### 欠点
天然大理石と比較すると柔らかく傷つきやすく熱に弱い。型が必要になるので1点ものの特注品には対応が難しい。また主成分は樹脂なので、天然大理石の高級感や風合いは無く、無機的な感じになりやすい。ソコフ（コゲ落し洗剤）や塩化メチレンのような溶剤を含む塗料剥離剤を使用すると、表面が侵食されてしまう。また色の濃い製品では、研磨剤入りナイロンタワシやクリームクレンザーを使用すると微妙な艶の違いを生じ、磨いた部分がうっすらと白くなるという欠点がある。自然消火するが可燃物であり、燃焼すると不完全燃焼により一酸化炭素等の有毒ガスを発生する。

## 特記事項
- 人工大理石はその名称より、何らかの大理石の成分が入っていると思われがちだが、人工大理石には、大理石の粉や成分は全く入っていない[1]。
- メタクリル樹脂（MMA樹脂 ; メチルメタクリレート；アクリル樹脂の一つ）を使用して強化した製品が、「コーリアン」の商品名で、デュポンから発売された[2]。現在ではコーリアンの他に、様々な名称で同様の製品が流通している[3]。
- 人工大理石をつかった製品には、一層構造（ソリッドタイプ）と二層構造（ゲルコートタイプ）がある。一層構造の場合は均質なので強度や耐熱に優れているが、二層構造は表面材のはがれやひび割れが発生しやすい可能性がある[4]。

## 人造大理石との違い
人造大理石（テラゾー）も、人工大理石と同じように、大理石の代用品としてキッチンの流しや洗面台、風呂などに広く使用されるが、こちらは天然の大理石などを粉砕し、セメントや樹脂で固めた半人工素材である。外観はマーブル状なのが特徴。コーリアンと同じようにメタクリル樹脂を使用した製品も存在する。外見から人工大理石との鑑別は容易であるが、人造大理石（テラゾー）に似せた人工大理石の製品も広く流通している。